# Stoya
Stoya (Washington, Carolina del Norte; 15 de junio de 1986) es una actriz pornográfica estadounidense, cuyo nombre real es Jessica Stoyadinovich.
Posee un contrato exclusivo con la productora Digital Playground y es la primera chica de aspecto alternativo contratada en la industria pornográfica. Stoya recibió el premio a la Mejor actriz revelación en la ceremonia de los Premios AVN de 2009.

## Primeros años
Stoya nació el 15 de junio de 1986. Desde niña deseó convertirse en bailarina, por lo que comenzó a asistir a clases de baile desde los tres años. Se educó en el hogar y obtuvo su diploma de educación secundaria antes de los dieciséis años.
Debido a que su padre trabajaba en tecnologías de la información, Stoya ha tenido acceso a muchos equipos de electrónica y videojuegos, lo que desarrolló su amor por la tecnología.
Años después, se trasladó a Delaware, donde cursó un semestre en el Delaware College of Art and Design, para luego abandonar a causa de sus problemas con las autoridades.
Después de trasladarse a Filadelfia, asistió a un programa de verano en University of the Arts. Trabajó como secretaria, distribuidora de volantes, y bailarina gogó. Stoya apareció en varios vídeos musicales de bandas que, según ella, «nadie nunca escuchará».

## Carrera
Comenzó posando para un amigo, lo que finalmente la llevó a hacer de modelo y trabajar para sitios web de alt erotic. Uno de los sitios web en los que trabajó le preguntó si estaba dispuesta a hacer una escena de softcore para un DVD que iban a publicar.
Afirma que descubrió la pornografía a través de un interés en BDSM y de grupos de noticias en internet dedicados al fetiche.
Apareció en dos producciones en DVD para Razordolls y realizó un cameo no sexual en dos publicaciones de Vivid Alt antes de ser contactada por Digital Playground, quienes le propusieron realizar una escena lésbica hardcore con Sophia Santi. La escena en cuestión nunca se realizó, pero en agosto de 2007, se reunió con varios representantes de Digital Playground, quienes le preguntaron si quería ser la estrella de una película pornográfica junto a actores masculinos. Después de una cuidadosa evaluación, Stoya aceptó.
En octubre de 2007, firmó un contrato exclusivo por tres años con Digital Playground. La primera escena que rodó para ellos fue Stoya Video Nasty (publicitada en la carátula del DVD como su primera escena heterosexual), pero su primera película lanzada por la empresa fue Jack’s POV 9.
Stoya declaró que explorar su sexualidad ante la cámara ha sido una aventura divertida.
En 2009, Stoya realizó su primera incursión en el mainstream como Kamikaze SheGun 5000, en el galardonado proyecto del concurso 48 Hour Film Project, The Kingpin of Pain.
En abril de 2013, Stoya apareció en la portada de Village Voice, que incluyó un reportaje acerca de su carrera y su vida en Nueva York.
A pesar de que Stoya se encontraba bajo contrato exclusivo con Digital Playground, en 2013 el director John Stagliano, de la productora Evil Angel, recibió un «permiso especial» para incluirla en el reparto de la secuela de la serie cinematográfica Voracious. En 2014 decidió abandonar Digital Playground, con la finalidad de enfocar su carrera a la dirección cinematográfica. Ella financió y dirigió su propia película en el 2014.

## Vida personal

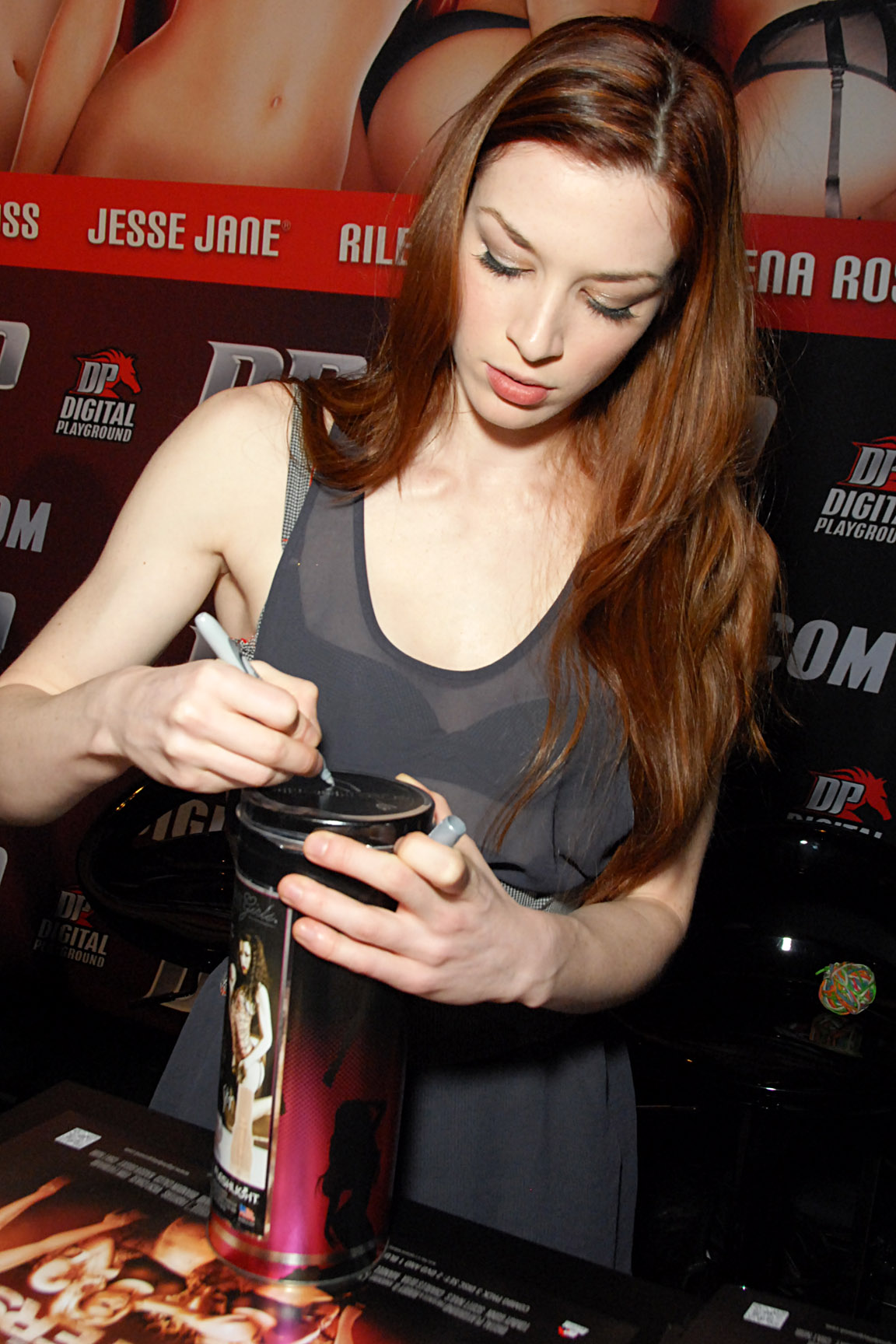
Stoya firmando un juguete sexual de la marca Fleshlight con la reproducción real de su vulva en la Expo AVN (20 de enero de 2012).

A Stoya le gusta el arte y uno de sus pasatiempos es la creación de ropa, que usa en sus escenas y en las convenciones eróticas a las cuales asiste. Le gusta la lectura, siendo la ciencia ficción y la fantasía sus géneros literarios favoritos. Dentro de sus autores favoritos nombra a William Gibson y Anne McCaffrey.
Reconoce la importancia de la redes sociales en su carrera; mantiene actividad en MySpace, Twitter, Tumblr, varios foros de internet y mantiene su blog en XCritic y Vice.
Stoya dice haber evitado las relaciones sentimentales durante años, porque cree que el compromiso monogámico afectaría su capacidad para ofrecer las mejores actuaciones posibles en películas para adultos si su pareja se siente incómoda con ello, además del hecho de que su trabajo no es algo que cualquier relación pueda sobrellevar.
En junio de 2009 la prensa habló sobre una posible relación de la actriz con el cantante Marilyn Manson, relación a la cual Manson puso fin en noviembre para volver con la que era su pareja, la actriz Evan Rachel Wood, en enero de 2010. Finalmente, Stoya alegó que la relación que ambos mantenían no era considerada por ninguno de los dos como una relación seria, ya que apenas se veían y no había comunicación. Stoya ha mencionado esa relación como «una relación de carácter sexual» y sin compromisos de por medio. Ha hablado de esa relación como de «un pasatiempo divertido», además de decir en más de una ocasión que por Manson no sentía más allá que una gran amistad, diciendo: «¿Por qué no tener un amigo con derecho a roce si ninguno tiene pareja?». Sin embargo, Manson y Stoya mantienen una relación de amistad desde la finalización de esa extraña y corta relación. Marilyn Manson nunca ha hablado o desmentido nada sobre dicha relación. 
En julio de 2013 se hizo pública su relación con el también actor pornográfico James Deen, con el cual finalizó su relación a fines del 2014. El 28 de noviembre de 2015 denunció a Deen por violación en la red social Twitter, siendo apoyada por otras actrices del sector, que también denunciaron haber sido violadas o abusadas por él.
Ha rechazado dos veces la oferta de Digital Playground para colocarse implantes mamarios de manera gratuita.
En su blog, declaró tener una alergia al látex leve y problemas con los métodos de anticoncepción hormonal. También contó que ha tenido tres abortos químicamente inducidos y que ha evitado exitosamente el embarazo.
Su padre es escocés y su madre serbia.
En una entrevista con The Huffington Post, Stoya reveló que sus padres han aceptado bien su carrera. El único problema es que, debido a su popularidad como actriz pornográfica, su padre ha manifestado que su hija «arruinó la pornografía» para él.

## Premios
- 2008 − Premio Eroticline − Best US Newcomer.[24]
- 2009 − Premio AVN − Best New Starlet.[4]
- 2009 − Premio AVN − Best All-Girl Group Sex Scene − Cheerleaders.[4]
- 2009 − Premio XBIZ − New Starlet of the Year.[25]
- 2009 − Premio XRCO − New Starlet.[26]
- 2012 − Premio AVN − Hottest Sex Scene (Fan Award) − Babysitters 2.[27]
- 2014 − Premio XBIZ − Best Scene - Feature Movie − Code of Honor.[28]